# Cupid & Psyche 85
Cupid & Psyche 85 è il secondo album del gruppo musicale gallese Scritti Politti, pubblicato nel 1985 dalla Warner Bros. Records.
È stato il loro maggior successo commerciale nelle classifiche inglesi e americane, e ha ottenuto un discreto successo anche in Italia.
L'album vede la partecipazione di alcuni ospiti d'eccezione, come Marcus Miller al basso, Steve Ferrone alla batteria e Arif Mardin alla produzione.

## Tracce
1. The Word Girl (Flesh and Blood) – 4:24 (Green Gartside)
2. Small Talk – 3:29 (Gartside, David Gamson)
3. Absolute – 4:25 (Gartside)
4. A Little Knowledge – 5:02 (Gartside)
5. Don't Work That Hard – 3:59 (Gartside)
6. Perfect Way – 4:33 (Gartside, Gamson)
7. Lover to Fall – 3:51 (Gartside)
8. Wood Beez (Pray Like Aretha Franklin) – 4:48 (Gartside)
9. Hypnotize – 3:34 (Gartside)
10. Flesh and Blood – 5:35 (Gartside, Gamson) – (solo CD e musicassetta)
11. Absolute (dance version) – 6:11 (Gartside) – (solo CD e musicassetta)
12. Wood Beez (Pray Like Aretha Franklin) (B side 12" version) – 5:56 (Gartside) – (solo CD e musicassetta)
13. Hypnotize (dance version) – 6:34 (Gartside) – (solo CD e musicassetta)

## Formazione
- Green Gartside - voce
- Robert Quine - chitarra
- Paul Jackson, Jr. - chitarra
- Nick Moroch - chitarra
- Alan Murphy - chitarra
- Ira Siegel - chitarra
- Marcus Miller - basso
- Will Lee - basso
- Steve Ferrone - batteria
- Fred Maher - batteria
- David Gamson - tastiere
- David Frank - tastiere
- Robbie Buchanan - tastiere
- Simon Climie - sintetizzatore
- J. Ebn - sintetizzatore